# Vicente Rodríguez
Vicente Rodríguez Guillén, kortweg Vicente (Valencia, 16 juli 1981) is een Spaans voormalig voetballer.
Vicente speelde van 1997 tot 2000 voor UD Levante, de tweede club van de stad Valencia. Voor aanvang van het seizoen 2000/01 kwam de linkervleugelmiddenvelder bij Valencia CF. Al snel werd Vicente een vaste waarde bij Los Chés, helemaal toen concurrent Kily González naar Internazionale vertrok. Het seizoen 2003/04 was het beste seizoen van Vicente met 34 competitieduels en 12 competitiedoelpunten. Bovendien won Valencia de landstitel, de tweede voor Vicente na 2002, de UEFA Cup en de Europese Supercup. Vicente maakte in de UEFA Cup-finale tegen Olympique Marseille het openingsdoelpunt. Zijn goede prestaties in 2003/04 leverden Vicente een plaats op in het nationale elftal voor Euro 2004 in Portugal. In het seizoen 2004/05 was Vicente lang uitgeschakeld door een blessure. Vanaf het seizoen 2011/12 kwam hij uit voor het Engelse Brighton & Hove Albion FC. Na het seizoen 2012/13 vertrok hij bij de club en in 2014 kondigde hij zijn afscheid als profvoetballer aan.
1 Cañizares ·
2 Capdevila ·
3 Marchena ·
4 Albelda ·
5 Puyol ·
6 Helguera ·
7 Raúl  ·
8 Baraja ·
9 Torres ·
10 Morientes ·
11 Luque ·
12 Gabri ·
13 Aranzubia ·
14 Vicente ·
15 Bravo ·
16 Alonso ·
17 Etxeberria ·
18 César ·
19 Joaquín ·
20 Xavi ·
21 Valerón ·
22 Juanito ·
23 Casillas ·
Coach: Sáez